# Gasthaus Drei Lilien (Nördlingen)

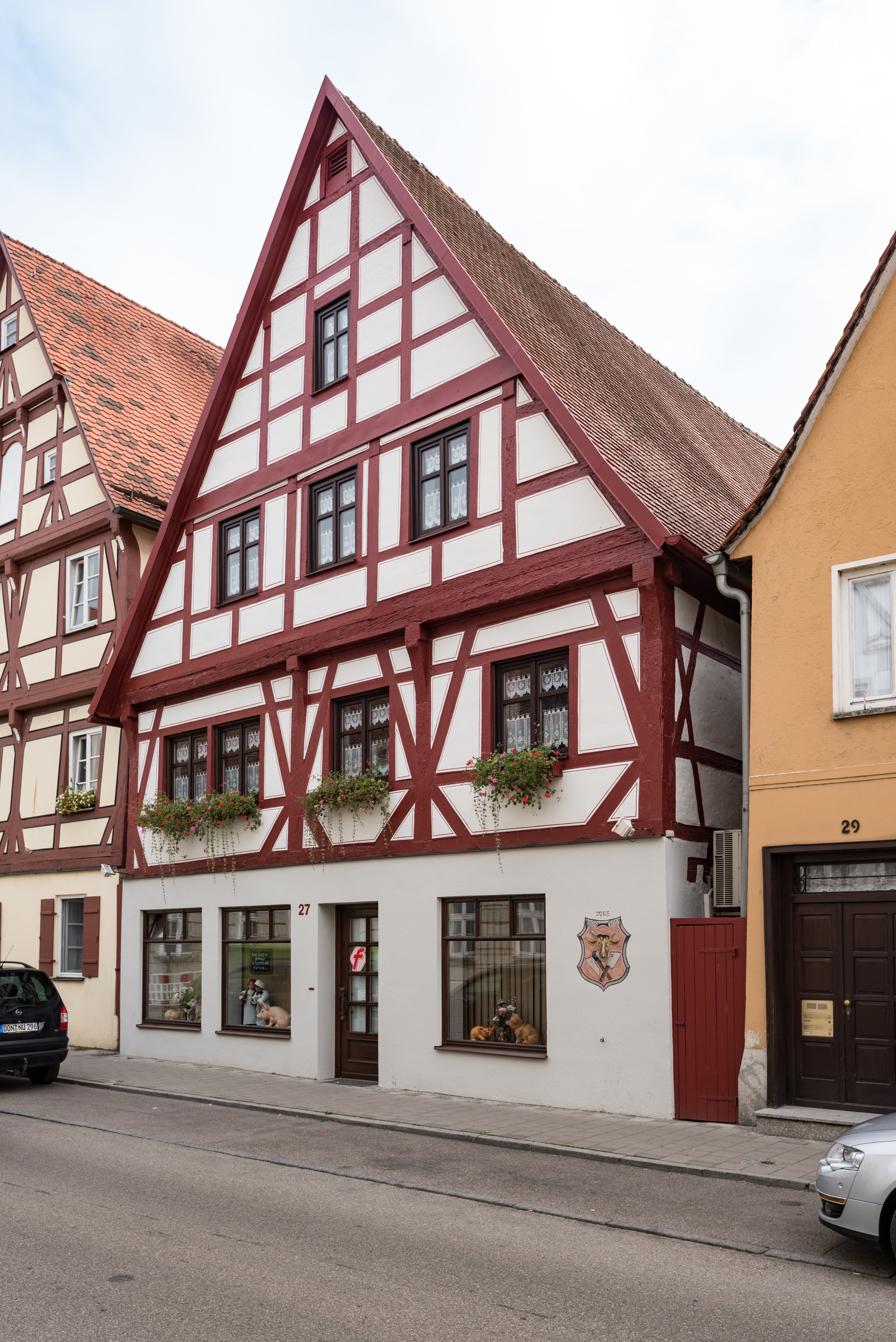
Ehemaliges Gasthaus Drei Lilien in Nördlingen

Das Gasthaus Drei Lilien in Nördlingen, einer Stadt im schwäbischen Landkreis Donau-Ries in Bayern, wurde um 1500 errichtet. Das ehemalige Gasthaus an der Baldinger Straße 27 ist ein geschütztes Baudenkmal.
Der zweigeschossige Giebelbau mit Satteldach hat ein Obergeschoss und einen vorkragenden Giebel in Fachwerkbauweise. Das Fachwerk mit Mannfiguren ist stark erneuert.
Die klassizistische Haustür mit den Initialen IB, die in der älteren Literatur erwähnt wird, ist nicht mehr vorhanden.